# Fernand Feyaerts
Fernand Marc Constant Feyaerts (Saint-Josse-ten-Noode, 25 gennaio 1882 – Bruxelles, 11 luglio 1927) è stato un pallanuotista e nuotatore belga.

## Carriera
Partecipò alle Olimpiadi di Parigi 1900 nel Brussels Swimming and Water Polo Club, rappresentante del Belgio nel torneo di pallanuoto. La squadra belga vinse prima 2-0 contro i francesi del Pupilles de Neptune de Lille#1, poi travolsero 5-1 un'altra squadra francese, le Libellule de Paris. In finale vennero battuti 7-2 dagli inglesi dell'Osborne Swimming Club #1, piazzandosi sul secondo gradino del podio e conquistando la medaglia d'argento. In finale vennero battuti 7-2 dagli inglesi dell'Osborne Swimming Club #1, piazzandosi sul secondo gradino del podio e conquistando la medaglia d'argento.

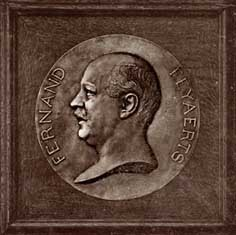
Fernand Feyaerts rappresentato su una medaglia ad opera di Armand Bonnetain

Otto anni dopo partecipa nuovamente alle Olimpiadi con la nazionale belga, questa volta come capitano della squadra. Nelle tre partite disputate sigla otto gol, conquistando il titolo di capocannoniere del torneo; la sua squadra, arrivata in finale, fu battuta per 9-2 dalla Gran Bretagna. Inoltre alle Olimpiadi di Londra esordì anche come nuotatore nei 100m stile libero, ma non ebbe successo.

## Palmarès
- Argento ai Giochi olimpici di Parigi 1900
- Argento ai Giochi olimpici di Londra 1908